# Brigitte Schroll
Brigitte Schroll (2 marzo 1955) è un'ex sciatrice alpina austriaca.
In seguito al matrimonio assunse anche il cognome del coniuge e gareggiò come Brigitte Kerscher-Schroll.

## Biografia
Sciatrice polivalente originaria di Kirchberg in Tirol, Brigitte Schroll ottenne il primo risultato di rilievo in Coppa del Mondo il 7 dicembre 1972, a Val-d'Isère in discesa libera (6ª), e ai Mondiali di Sankt Moritz 1974 si classificò 10ª nello slalom gigante, suo unico piazzamento iridato; in Coppa del Mondo conquistò il miglior risultato il 20 dicembre 1976 a Zell am See in discesa libera (4ª) e l'ultimo piazzamento il 7 gennaio 1978 a Pfronten nella medesima specialità (9ª). Non prese parte a rassegne olimpiche.

## Palmarès

### Coppa del Mondo
- Miglior piazzamento in classifica generale: 15ª nel 1975

### Coppa Europa
- Miglior piazzamento in classifica generale: 3ª nel 1976[1]

### Campionati austriaci
- 6 medaglie:
  -  4 ori (discesa libera, combinata nel 1972; combinata nel 1975; combinata nel 1977)
  -  1 argento (slalom speciale nel 1975)
  -  1 bronzo (slalom gigante nel 1975)[senza fonte]